# Paw Lagermann

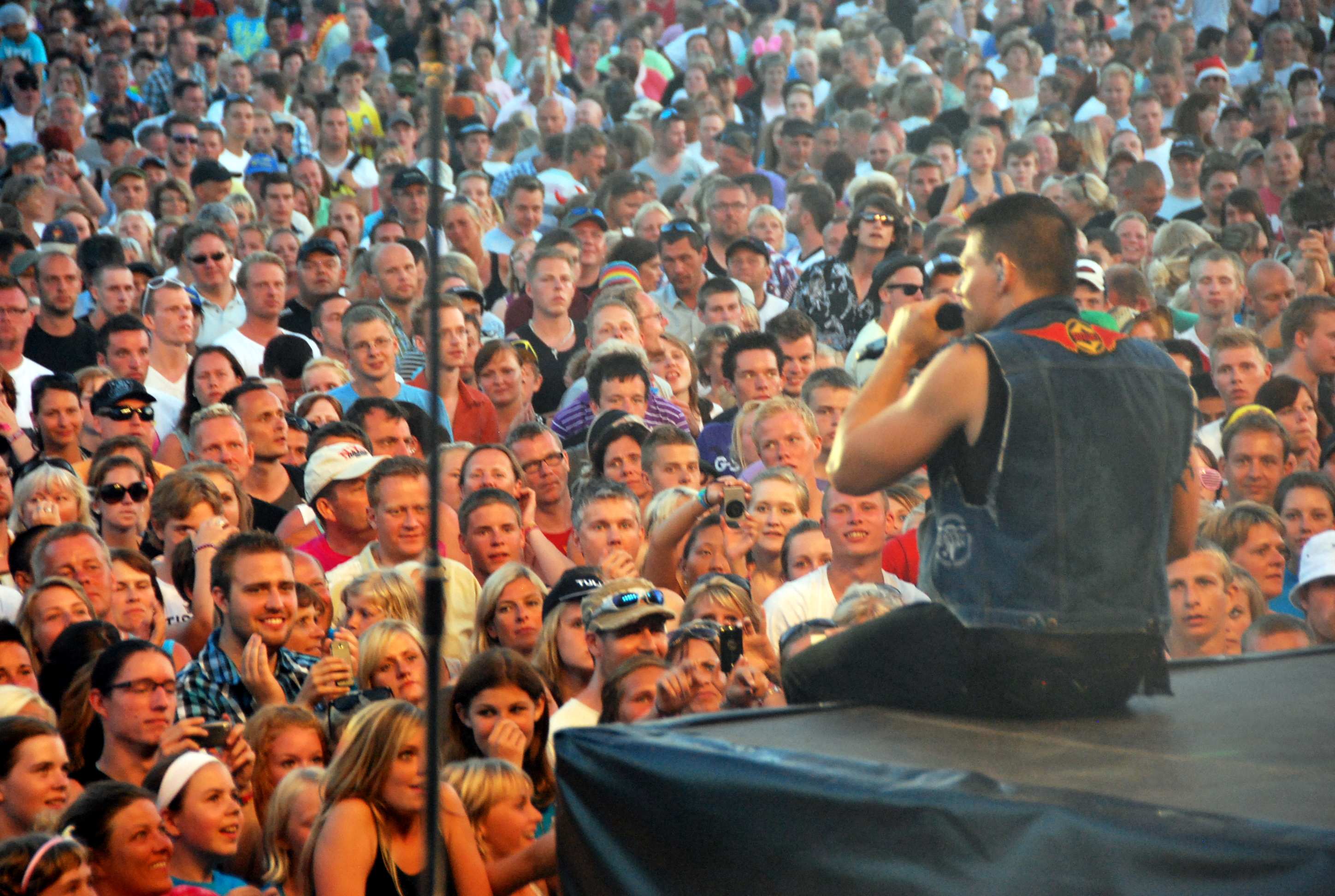
Paw Lagermann na Vig Festival (2010) fot. Lars Schmidt

Paw Lagermann (ur. 30 lipca 1977 w Kopenhadze) – duński muzyk. Jest członkiem zespołu Infernal, który założył razem z Liną Rafn i Søren Haarh w 1997 roku.